# 7807 Grier
7807 Grier è un asteroide della fascia principale. Scoperto nel 1975, presenta un'orbita caratterizzata da un semiasse maggiore pari a 3,1691273 UA e da un'eccentricità di 0,0973313, inclinata di 13,23672° rispetto all'eclittica.
L'asteroide è dedicato a Jennifer Grier responsabile per la divulgazione nella Divisione delle scienze planetarie dell'American Astronomical Society.